# René Carol
René Carol (pseudoniem voor Gerhard Tschierschnitz, Berlijn, 11 april 1920 - Minden, 9 april 1978) was een Duitse schlagerzanger in de jaren 50 en 60.

## Carrière
Gerhard Tschierschnitz groeide op in Berlijn als zoon van een bankwerker en wilde ingenieur worden. Hij startte bij Telefunken een monteursopleiding. Hij werd opgemerkt als zanger tijdens een bedrijfsfeest. Na het uitbreken van de Tweede Wereldoorlog moest hij in dienst bij de luchtmacht. In deze periode trad hij op als parodist van Theo Lingen en Hans Moser. Hij belandde in Franse gevangenschap, waaruit hij in april 1946 kon vluchten naar Parijs, waar hij een vals paspoort kreeg onder de naam René Carol. Eind 1946 keerde hij terug naar Duitsland en ging in Hamburg wonen.
In april 1949 werd Kurt Feltz, de ontdekker van vele Duitse schlagerstars, op hem opmerkzaam en produceerde in 1950 de eerste solosingle van Carol, Maria aus Bahia, waarna zijn carrière een boost kreeg, die pas eindigde rond het midden van de jaren '60 door de beatgolf. In 1953 werd de hit Rote Rosen, rote Lippen, roter Wein uitgebracht, waarvan 500.000 exemplaren werden verkocht. Daarvoor kreeg hij na de oorlog de Goldene Schallplatte. Zijn laatste hit was Kein Land kann schöner sein (1960, 3e plaats in de hitlijsten).
Nadat zijn populariteit afnemende was, zorgde zijn toenmalige echtgenote en manager Margit voor organisatoren van concerten en tournees. In het begin van de jaren '60 verbleef hij langere tijd in Noord-Amerika, waar hij concerten gaf voor Amerikanen en Canadezen van Duitse afstamming. De laatste hitparade-notering in Duitsland lukte met het nummer Bianca Rosa (44e plaats), het lievelingslied van de toenmalige koningin Juliana.

## Privéleven
In de jaren '50 viel hij meermaals op door meerdere verkeersovertredingen. Zo moest hij in 1955 voor zes weken achter de tralies wegens een vluchtmisdrijf na een ongeval en veroorzaken van lichamelijk letsel. Naar eigen zeggen was hij volledig verslaafd aan auto's, alcohol en vrouwen.
René Carol was driemaal getrouwd, als laatste met zijn echtgenote Hannelore. In de late jaren '60 trok hij naar Hamburg, waar hij, precies tegenover hotel Atlantic, eigenaar was van een bungalow in het plaatsje Haselhorn bij Petershagen, waar hij na zijn overlijden aanvankelijk ook werd bijgezet.
Hij overleed in het ziekenhuis van het nabijgelegen Minden op 58-jarige leeftijd op 9 april 1978 aan de gevolgen van darmkanker. Zijn weduwe Hannelore verhuisde daarop naar haar geboortestad Lüdenscheid en zorgde ervoor dat zijn lichaam werd overgebracht naar het kerkhof aldaar, waar veel fans het graf bezoeken.

## Discografie

### Singles
| Single met eventuele hitnotering(en) in de Nederlandse Top 40 | Datum van verschijnen | Datum van binnenkomst | Hoogste positie | Aantal weken | Opmerkingen |
| ------------------------------------------------------------- | --------------------- | --------------------- | --------------- | ------------ | ----------- |
| Bianca Rosa                                                   | 1964                  | 02-01-1965            | 35              | 1            |             |
| Du darfst nicht weinen                                        | 1964                  | 09-01-1965            | 24              | 1            |             |

## Filmografie
- 1950: Symphonie einer Weltstadt
- 1953: Südliche Nächte
- 1953: Rote Rosen, rote Lippen, roter Wein
- 1954: Sonne über der Adria
- 1957: Die Beine von Dolores
- 1961: Wir wollen niemals auseinandergehn

## Hits in Duitsland
- 1954: Deinen Namen den hab ich vergessen
- 1954: Es blüht eine weiße Lilie
- 1954: Das letzte Wort, das du mir sagtest
- 1954: Tagebuch der Liebe
- 1954: Jede Nacht
- 1954: Die Donna gab dem Troubadour
- 1954: Sonne über der Adria
- 1955: O Wandersmann
- 1955: Vergiß mich nicht (met Lonny Kellner)
- 1960: Kein Land kann schöner sein
- 1960: Das Schiff deiner Sehnsucht
- 1960: Mitten Im Meer
- 1961: Hafenmarie
- 1961: Ein Vagabundenherz
- 1962: Der rote Wein
- 1963: Prinzessin Sonnenschein
- 1964: Bianca Rosa

## Onderscheidingen
- 1960: Silberner Löwe van Radio Luxemburg voor Kein Land kann schöner sein.

- Gemeinsame Normdatei: 134343832
- International Standard Name Identifier: 0000 0003 6837 9443
- Library of Congress Control Number: no2003070170
- MusicBrainz: 9ee43a37-690d-4299-94b1-7326d6d77265
- Virtual International Authority File: 34148520
- WorldCat: E39PBJk4JbJwx98pDJXJPfckjC